# Charles Sprague Pearce
Charles Sprague Pearce (Boston, Massachusetts, 13 de outubro de 1851 — Auvers-sur-Oise, 18 de maio de 1914) foi um pintor norte-americano.[carece de fontes?]

## Biografia
Foi criado em Boston onde passava o tempo trabalhando com seu pai, um negociante mercantil. Ele começou a pintar em 1872, aconselhado por William Morris Hunt e foi para Paris onde, em 1873, se tornou pupilo de Léon Bonnat. Depois, em 1885, passou a viver no Auvers-sur-Oise. Pearce pintou cenários egípcios e argelinos, pedestres franceses, retratos e também trabalhos decorativos, como para o Thomas Jefferson Building da Biblioteca do Congresso dos  Estados Unidos da América.

## Galeria

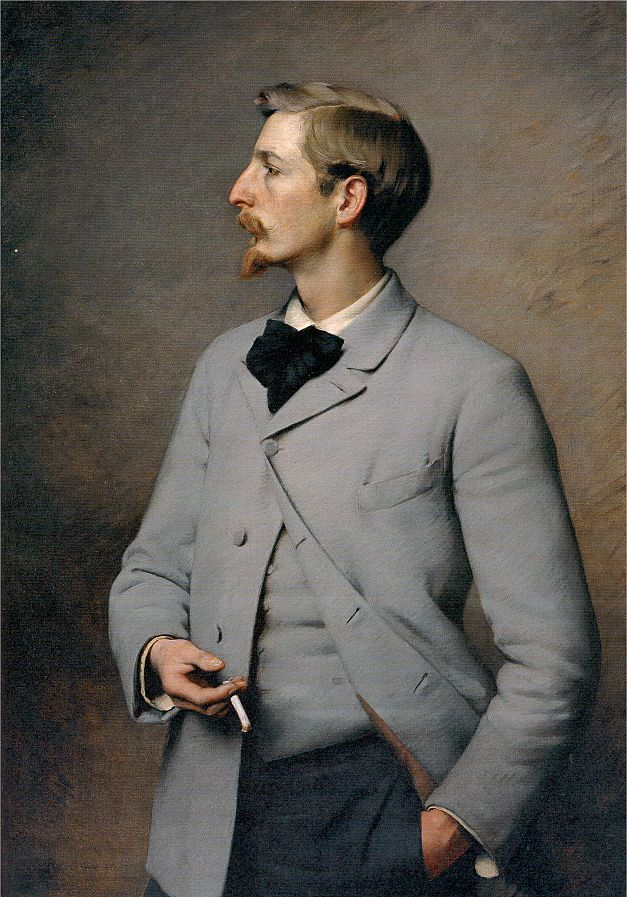
Paul Wayland Bartlett (1890)
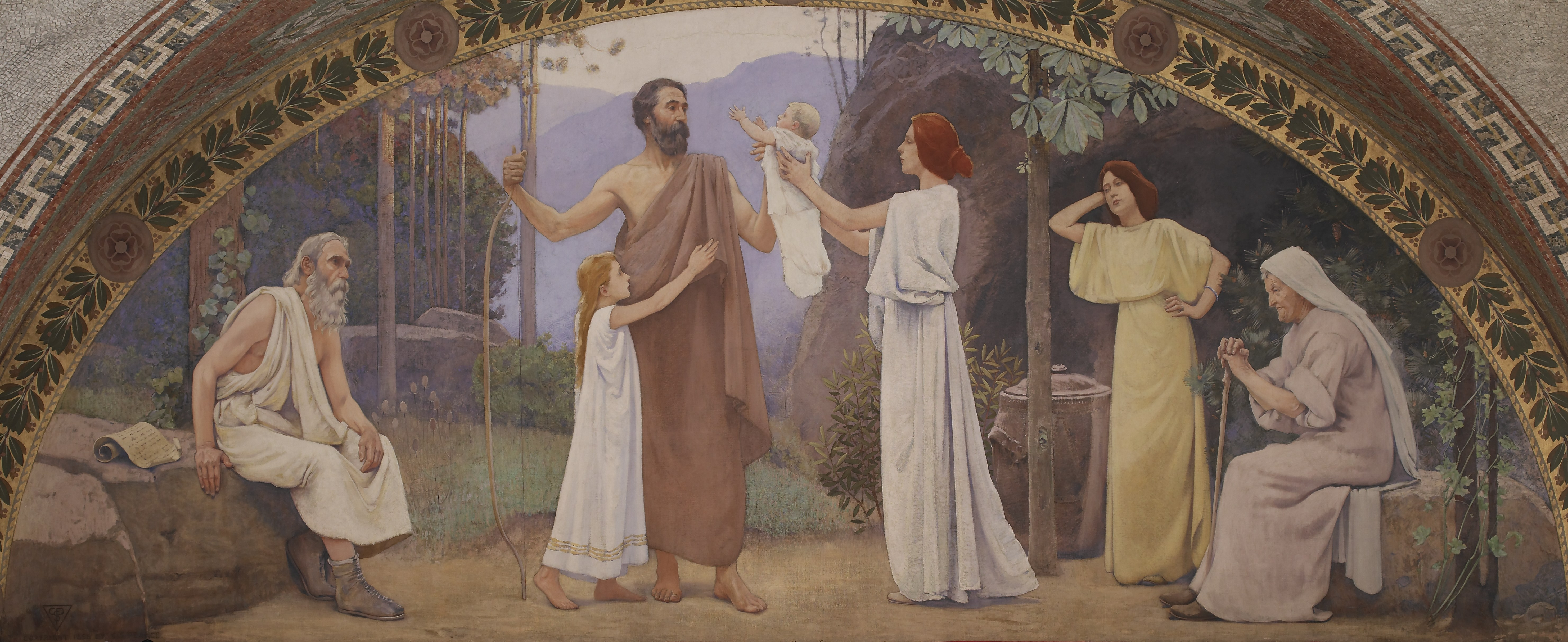
Família (1896)
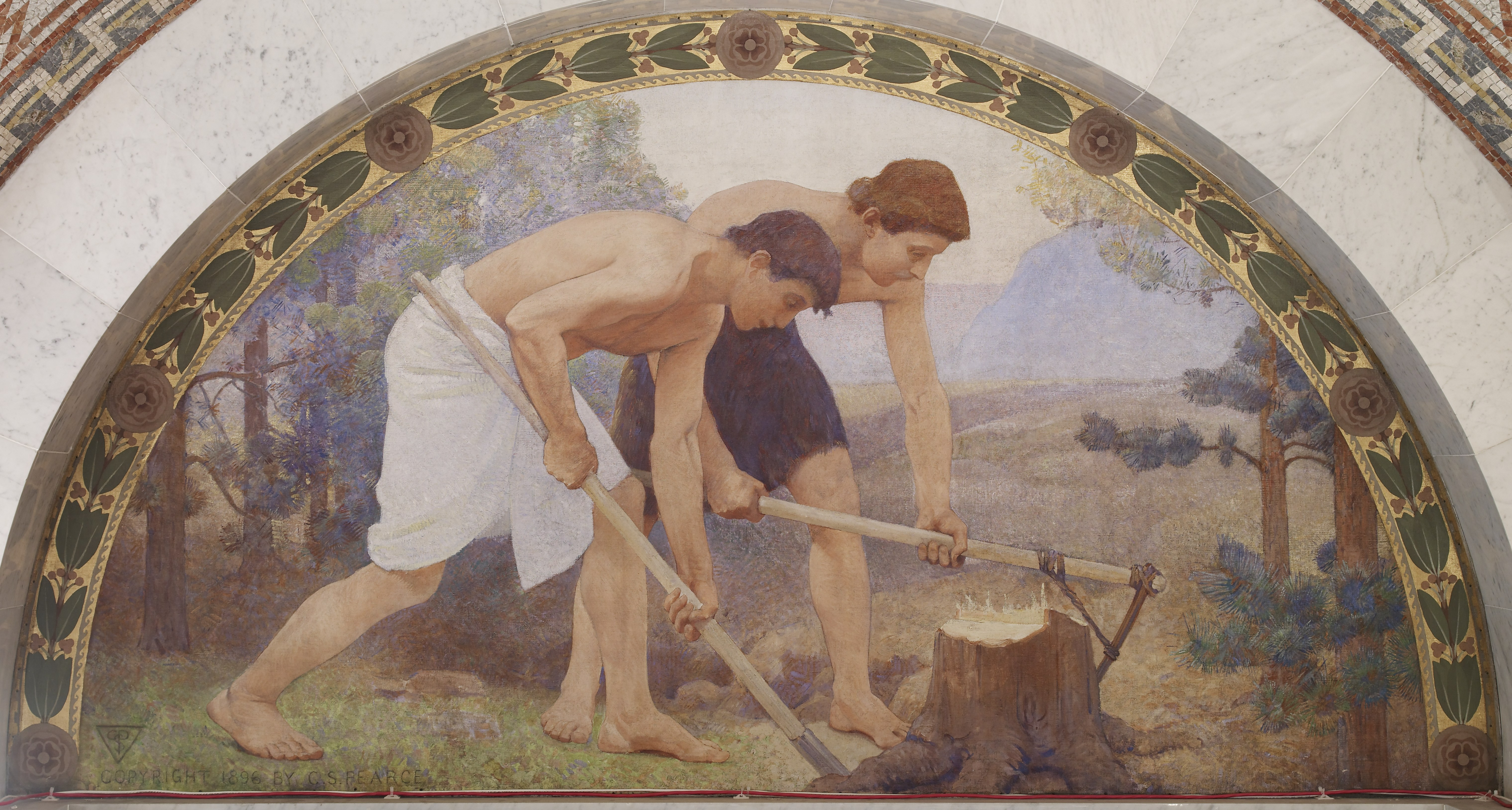
Trabalho (1896)
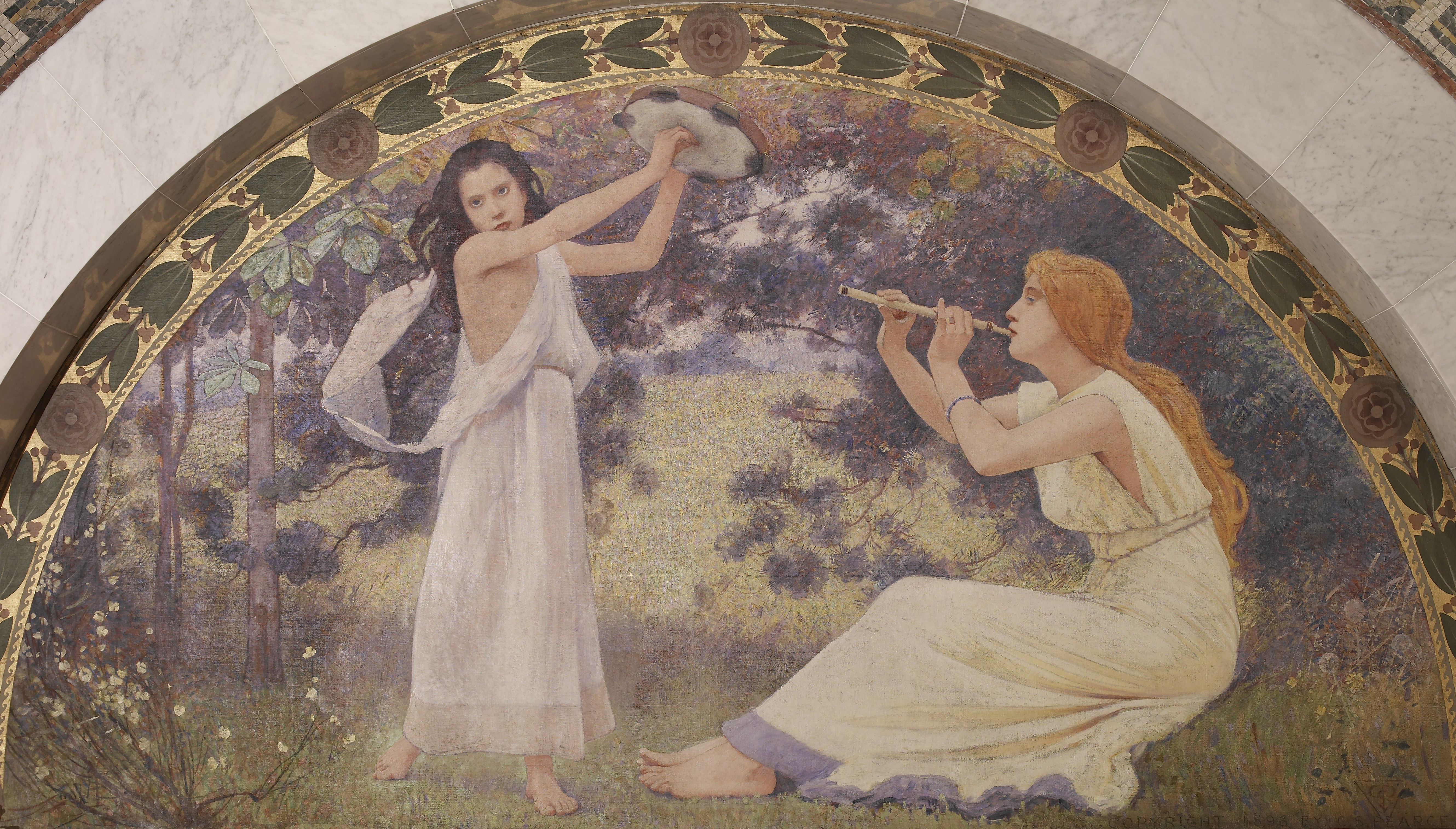
Passatempo (1896)
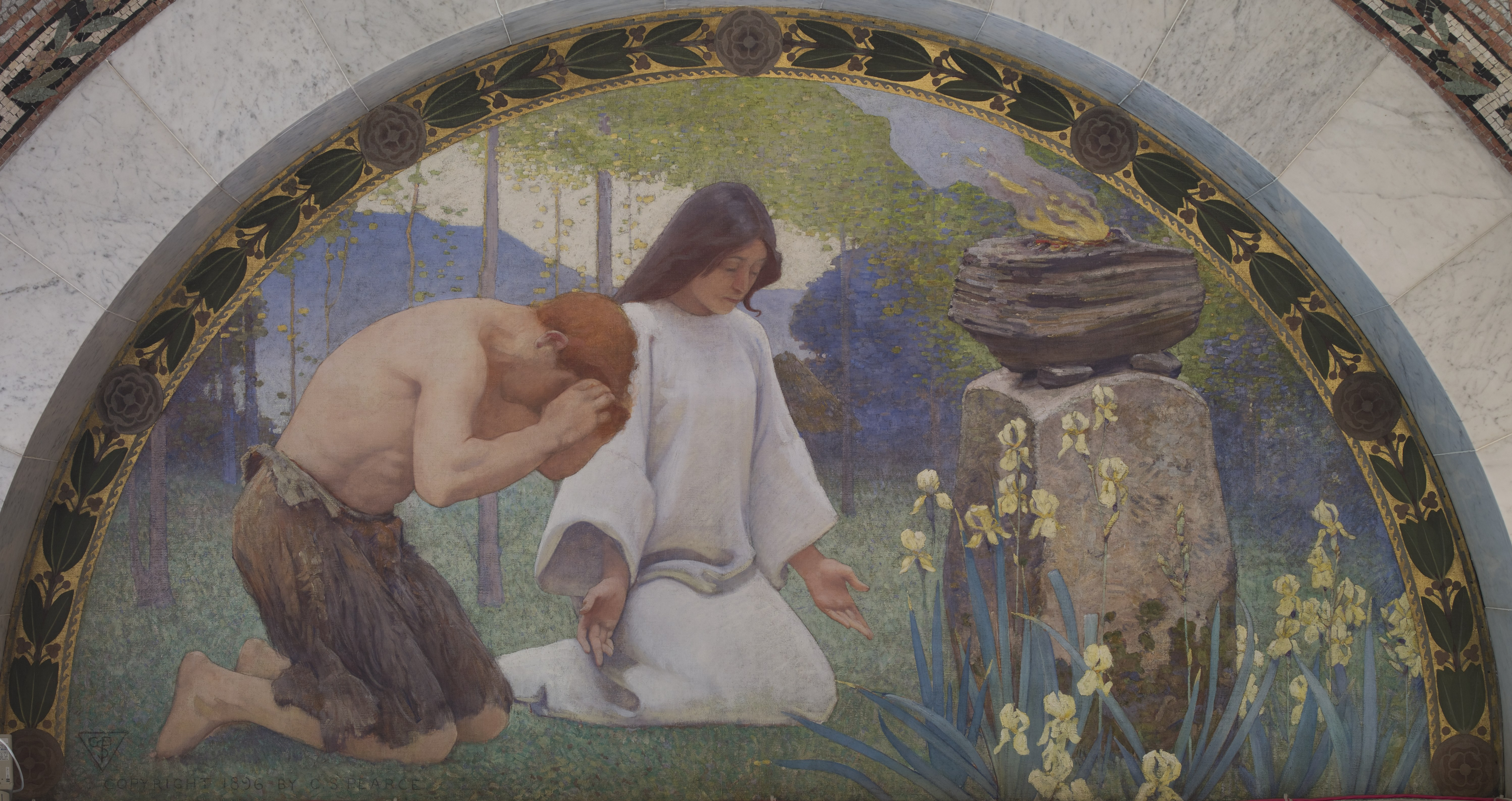
Religião (1896)
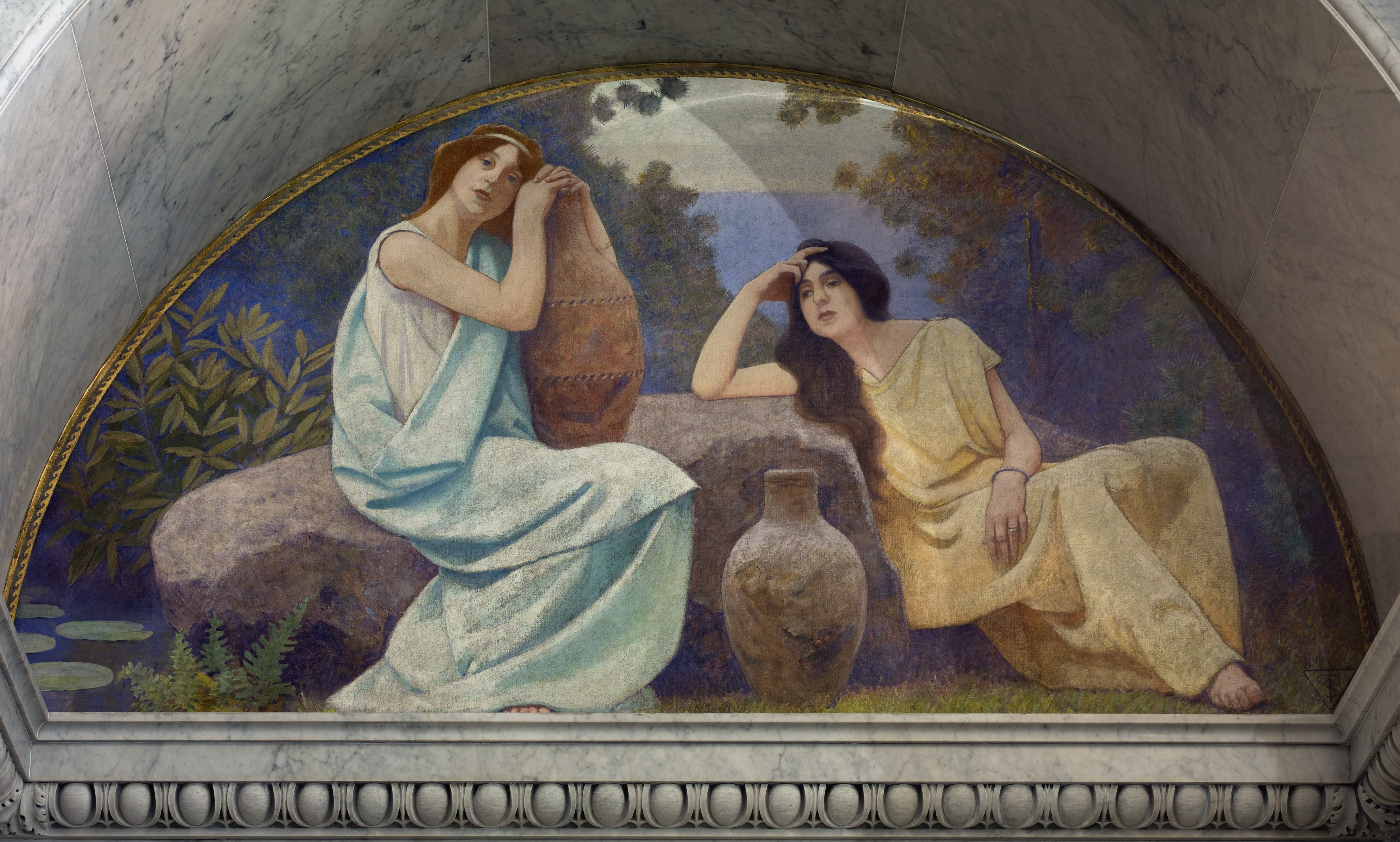
Descanso (1896)
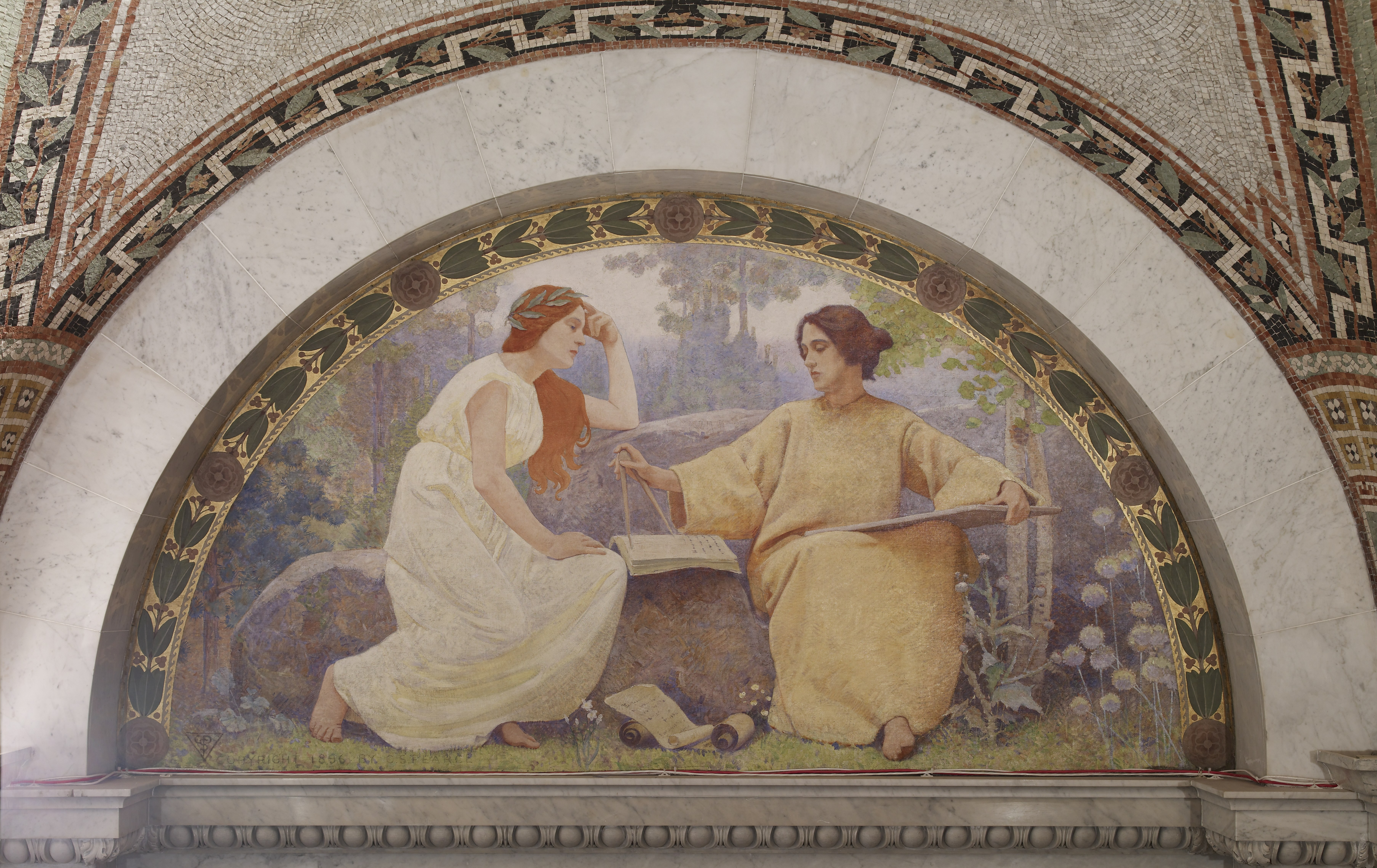
Estudos (1896)